# Emil Barell
Emil Christoph Barell (13. ledna 1874 Schaffhausen, Švýcarsko – 18. března 1953 Basilej) byl švýcarský chemik a podnikatel.

## Život
Barell byl synem soukeníka Benjamina z Gressoney-Saint-Jean (vesnice v regionu Valle d'Aosta) a Anny Hügi. Po studiu chemie na universitách v Curychu a Bernu byl Barell roku 1896 zaměstnán Fritzem Hoffmannem-La Roche v jeho nově založené společnosti F. Hoffmann-La Roche, která se později stala jednou z největších farmaceutických korporací na světě. Barell pracoval více než 56 let na nejrůznějších pozicích ve společnosti, přičemž se nakonec stal i prezidentem správní rady a tuto funkci zastával až do roku 1952. Barell se také živě zajímal o architekturu. Jeho rodinný dům mu postavil známý švýcarský architekt Otta Rudolf Salvisberg, jenž byl také aktivní v práci pro firmu Roche.

## Nadace
21. března 1947 založil Barell v Basileji spolu s firmou Roche novou nadaci Emil Barell-Stiftung zur Ausbildung von Chemie-Ingenieuren (v překladu Nadace Emila Barella pro vzdělávání v oblasti chemického inženýrství) pro podporu studentů s mimořádnými znalostmi v oblasti chemického inženýrství na ETH Curych. Základní kapitál činil 500 000 švýcarských franků. Nadto byl aktivní i v nadaci Emil und Viktoria Barell-Stiftung (v překladu Nadace Emila a Viktorie Barellových) se sídlem v St. Gallenu. Ročně dával částku 3000 švýcarských franků na podporu péče o děti a staré lidi.

## Pocty a ocenění
- Čestný doktorát (Dr. med. h.c.) University Curych
- Čestný doktorát (Dr. phil. h.c.) University v Basileji
- Čestný doktorát (Dr. rer. pol. h.c.) University v Basileji
- Čestný doktorát (Dr.-Ing. h.c.) ETH Curych